# Station Łódź Andrzejów
Station Łódź Andrzejów is een spoorwegstation in de Poolse plaats Łódź.
Lijn 17 Łódź Fabryczna – Koluszki: 

0: Łódź Fabryczna ·
2: Łódź Niciarniana ·
5: Łódź Widzew ·
Łódź Widzew Janów ·
11: Łódź Andrzejów ·
13: Bedoń ·
16: Justynów ·
19: Gałkówek ·
23: Żakowice ·
26: Koluszki

Lijn 458 Łódź Fabryczna – Łódź Widzew: 

0: Łódź Fabryczna ·
2: Łódź Niciarniana ·
5: Łódź Widzew